# Celithemis fasciata
Celithemis fasciata – gatunek ważki z rodziny ważkowatych (Libellulidae). Występuje na terenie Ameryki Północnej.